# Cernay (Calvados)
Cernay è un comune francese di 135 abitanti situato nel dipartimento del Calvados nella regione della Normandia.

## Società

### Evoluzione demografica
Abitanti censiti